# MCMXC a.D.
MCMXC a.D. – pierwszy album studyjny zespołu Enigma, wydany w 1990; zawiera 7 utworów (wersja podstawowa) lub 15 utworów (wersja rozszerzona). Tytuł płyty oznacza "rok Pański 1990" w łacińskim systemie zapisywania liczb.

## Lista utworów

### Oryginalny Album
1. "The Voice of Enigma" (Curly M.C.) – 2:21
2. "Principles of Lust" – 11:43
A. "Sadeness" (Curly, F. Gregorian, David Fairstein)
B. "Find Love" (Curly)
C. "Sadeness (reprise)" (Curly, Gregorian, Fairstein)
3. "Callas Went Away" (Curly) – 4:27
4. "Mea Culpa" (Curly, Fairstein) – 5:03
5. "The Voice & The Snake" (Curly, Gregorian) – 1:39
6. "Knocking on Forbidden Doors" (Curly) – 4:31
7. "Back to the Rivers of Belief" – 10:32
A. "Way to Eternity" (Curly)
B. "Hallelujah" (Curly)
C. "The Rivers of Belief" (Curly, Fairstein)

### MCMXC a.D. - Limited Edition
(Wydana w listopadzie 1991, zawiera piosenki z oryginalnego albumu i dodatkowo 4 remiksy.)
8. "Sadeness (Meditation)" (Curly, Gregorian, Fairstein) – 2:43
9. "Mea Culpa (Fading Shades)" (Curly, Fairstein) – 6:04
10. "Principles of Lust (Everlasting Lust)" (Curly) – 4:50
11. "The Rivers of Belief (The Returning Silence)" (Curly, Fairstein) – 7:04

### MCMXC a.D.- Dodatkowa płyta
(Wydana w listopadzie 1999, zawiera piosenki z oryginalnego albumu i 6 remiksów 2 piosenek z albumu na oddzielnej płycie.)
1. "Sadeness - Part I (Meditation Mix)" (Curly, Fairstein) – 3:00
2. "Sadeness - Part I (Extended Trance Mix)" (Curly, Fairstein) – 5:01
3. "Sadeness - Part I (Violent U.S. Remix)" (Curly, Fairstein) – 5:03
4. "Mea Culpa - Part II (Fading Shades Mix)" (Curly, Fairstein) – 6:13
5. "Mea Culpa - Part II (Orthodox Version)" (Curly, Fairstein) – 4:00
6. "Mea Culpa - Part II (Catholic Version)" (Curly, Fairstein) – 3:55

## Single
- 1990 – "Sadeness (Part I)" (Virgin Schallplatten GmbH)
- 1991 – "Mea Culpa (Part II)" (Virgin Records)
- 1991 – "Principles of Lust" (Virgin Schallplatten GmbH)
- 1991 – "The Rivers of Belief" (Virgin Records)

## Autorzy
- Michael Cretu (znany jako Curly M.C.) – producent nagrań, wokal
- Sandra – głos
- David Fairstein – teksty
- Louisa Stanley – głos
- Frank Peterson (znany jako F. Gregorian)

## Sprzedane płyty
Światowa sprzedaż nie jest dokładnie znana ale szacuje się ją na ponad 20 milionów kopii. Oficjalna informacja z 1993 mówi o 12 milionach; z 1994 - 14 milionach kopii.